# カットシーン
カットシーン (cutscene) やイベントシーン（ゲーム内映画やゲーム内ムービーとも呼ばれる）は、ゲームプレイを分割するコンピュータゲームの非双方向シークエンス。このようなシーンは、キャラクター間の会話の提示、ムードの設定、プレイヤーへの報酬の付与、新しいゲームプレイ要素の導入、プレイヤーの行動の効果の提示、感情的な繋がりの形成、将来の出来事のペースの改善または予示に用いられうる。
カットシーンは多くの場合、ゲームプレイグラフィックを使用してスクリプト化されたイベントを作成する「オンザフライ」レンダリングを特徴としている。カットシーンは、映像ファイルからストリーミングされたプリレンダコンピュータグラフィックスでもあり得る。コンピュータゲームで（カットシーンの間またはゲームプレイ自体の間のいずれかに）使用される事前作成映像は、「フルモーションビデオ」または「FMV」と呼ばれる。カットシーンは、一連の画像やプレーンテキストやオーディオなど、他の形式で表示され得る。

## 歴史
「カットシーン」という用語は、1987年のアドベンチャーゲーム『マニアックマンション』の非インタラクティブなプロットシークエンスを表現するためにゲームデザイナーのロン・ギルバードによって造語された。『パックマン』(1980)はパックマンとブリンキーが互いを追いかけるというコミカルな幕間の形でカットシーンを搭載した初めてのゲームとしてよく知られているが、同年に『スペースインベーダー パートII』も同様の技法を採用している。
1983年に、レーザーディスクゲーム『幻魔大戦』はゲームのシューティングステージ間の物語を進展させるために声付きのアニメのフルモーションビデオ(FMV)カットシーンを導入し、後年のゲームのストーリーテリングの標準的な手法になった。ゲーム『Bugaboo (The Flea)』 （1983）と『カラテカ』（1984）は、家庭用コンピュータへのカットシーンの導入を助けた。カットシーンを広く使用していることが知られている他の初期のコンピュータゲームには、『ポートピア連続殺人事件』(1983年)、『Valis』(1986年)、1987年の『ファンタシースター』『マニアックマンション』 『La Abadía del Crimen』、1989年の『イースII 失われし古代王国 最終章』『プリンス・オブ・ペルシャ』『ゼロウィング』がある。それ以来、カットシーンは多くのコンピュータゲーム、特にアクションアドベンチャーやロールプレイングゲームの一部となっている。
CD-ROMがコンピュータゲームの主な記憶媒体として登場したことでカットシーンがより一般的になった。これは、CD-ROMの非常に大きな記憶容量によって開発者がFMVや高品質の音声トラックなどのより映画的に印象的なメディアを使用できるようになったためである。

## タイプ

### 実写カットシーン
実写のカットシーンは映画と多くの類似点が存在する。例えば『Wing Commander IV』のカットシーンでは、完全に構成されたセットと、マーク・ハミルやマルコム・マクダウェルなどの有名な俳優の両方がキャラクターの描写に使用されている。
エレクトロニック・アーツの『ロード・オブ・ザ・リング』や『スター・ウォーズシリーズ』などの一部の映画タイアップゲームはまた、ゲームのカットシーンに映画の映像や映画制作の他のアセットを幅広く使用している。他の例として『マトリックス・リローデッド』とほぼ同時期の映画のタイアップゲーム『Enter the Matrix』は映画の映像を使用している。ゲームのディレクターは映画と同様にウォシャウスキー姉妹が担っている。

### プリレンダカットシーン
プリレンダカットシーンは、ゲームの開発者によってアニメーション化およびレンダリングされ、CGI、セルアニメーション、またはグラフィックノベル風のパネルアートなど、様々な技法を利用する。実写撮影のように、プリレンダカットシーンは多くの場合フルモーションビデオで表示される。

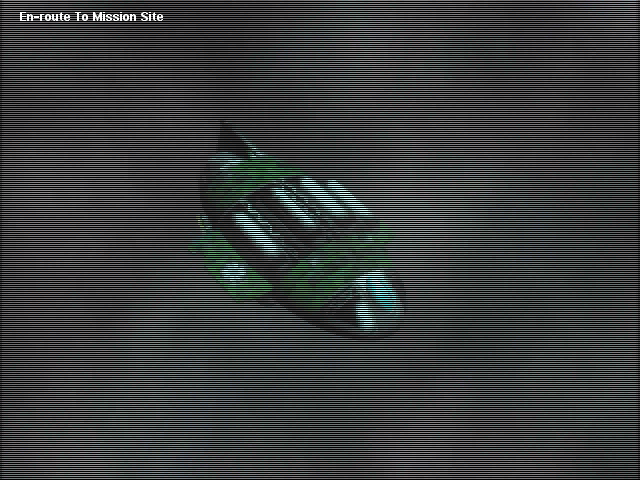
オープンソースの無料コンピュータゲーム『Warzone 2100』のプリレンダカットシーンのスクリーンショット

### リアルタイムカットシーン
リアルタイムのカットシーンは、ゲームプレイ中のグラフィックと同じゲームエンジンを使用してオンザフライでレンダリングされる。この技術はマシニマとしても知られている。
通常はリアルタイムのカットシーンはプリレンダカットシーンよりもはるかに低いディテールとビジュアル品質であるが、ゲームの状態に適応し得る。例えば、一部ゲームではプレイヤーのキャラクターがいくつかの異なる服を着ることを可能にし、そしてプレーヤーが選んだ服を着てカットシーンに登場する。『ダンジョン・シージ』 『メタルギアソリッド2』、『Halo：Reach』および『Kane＆Lynch：Dead Men』でも見られるように、リアルタイムカットシーン中にカメラの動きをプレーヤーに制御させることもできる。

### ミックスメディアカットシーン
開発者が各シーンに適していると感じるため、多くのゲームはプリレンダとリアルタイムカットシーンの両方を使用する。
特に1990年代になると実写、プリレンダリングおよびリアルタイムレンダリングの技法が単一のカットシーンに組み合わされるのが一般的だった。例えば、『MYST』『Wing Commander III』『ファンタズム』などの人気ゲームでは、プリレンダアニメーションの背景の上に重ね合わせた実写俳優のフィルムをカットシーンに使用している。『ファイナルファンタジーVII』は主にリアルタイムのカットシーンを使用するが、一部シーンではリアルタイムのグラフィックとプリレンダFMVを組み合わせている。 他の2つの可能な組み合わせよりも稀ではあるが、リアルタイムグラフィックと実写映像の組み合わせは『Killing Time』などのゲームで見られる。

### インタラクティブカットシーン
インタラクティブなカットシーンでは、コンピュータがプレイヤーキャラクターを制御している間に、プロンプト(一連のボタン押下など)が画面に表示されるので、プレイヤーはアクションを続行または成功させるためにその指示に従う必要がある。このゲームプレイメカニックは、一般的にクイックタイムイベント(QTE)と呼ばれ、『Dragon's Lair』、『ロードブラスター』 、『スペースエース』などのインタラクティブ映画のレーザーディスクゲームに由来する。

## 批判
熱心なコンピュータゲーマーのスティーヴン・スピルバーグ監督、ギレルモ・デル・トロ監督、ゲームデザイナーのケン・レヴィンは、ゲームのカットシーンの使用を煩わしいと呼び批判している。スピルバーグは、ストーリーをゲームプレイに自然に流し込むことは将来のゲーム開発者の課題であると述べている。ハリウッドの作家ダニー・ビルソンは、映画製作技術はゲームをしているときに映画を見たくない人にとって「ゲームストーリーテリングの最後の手段」と呼んだ。ゲームデザイナーのRaph Kosterは、カットシーンを「感情的な関わり合い、あえて言えばアートの可能性が最も大きい」部分であると批判しているが、実際のゲームプレイには影響を与えずにカットすることもできる小片でもある。 kosterはこれにより、コンピュータゲームの思い出に残るピーク時の感情的瞬間の多くは、実際にゲーム自体によってまったく与えられていないと主張している。カットシーンが単に別のメディアに属しているというのは一般的な批判である。
他の人は、カットシーンを夢中になるコンピュータゲームを作るためにデザイナーが使える別のツールとみている。Gamefrontの記事では、語り手のビジョンを伝えるための非常に効果的な方法としてカットシーンに言及し、ストーリーを語る目的でカットシーンを過剰に使用している成功したいくつかのコンピュータゲームを呼んだ。Rune Klevjeは「カットシーンはゲームプレイを遮ることはない。それは構成的な経験の不可欠な部分だ」とし、それらが常にゲームのリズムに影響を与えるだろうが、それらがうまく実行されるならば、カットシーンはサスペンスを築くか重要または役に立つ視覚情報をプレーヤーに提供する優れたツールになりえると述べた。